# Golenisjtjev papyri

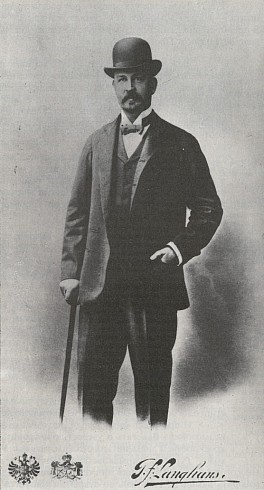
Vladimir Semjonovitj Golenisjtjev.

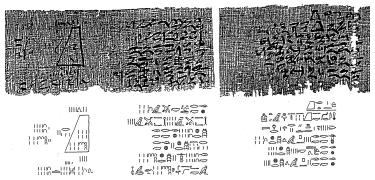
Papyrus Moskva 4676.

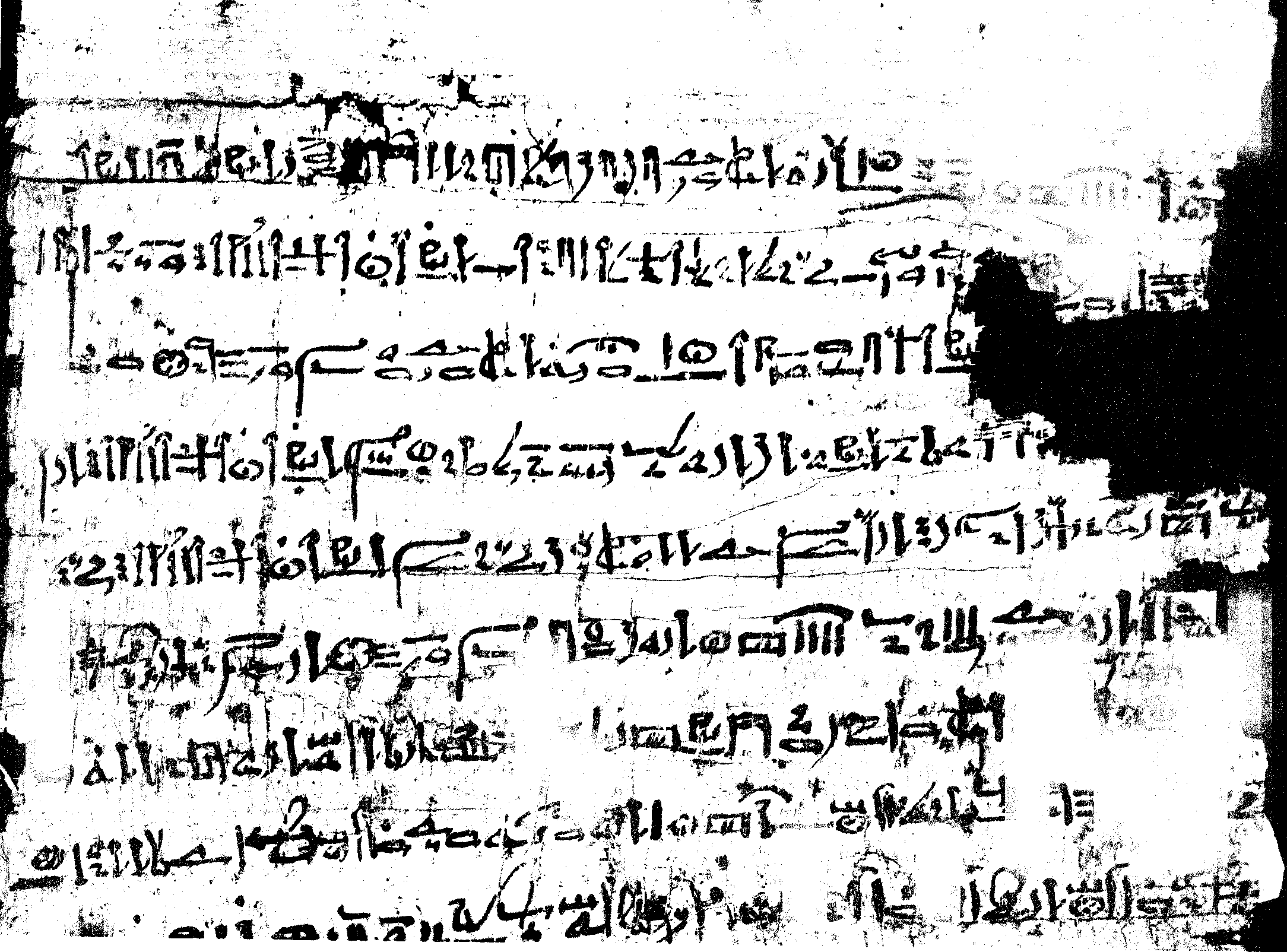
Papyrus Moskva 120.

Golenisjtjev papyri är en omfattande samling papyrusfynd från det Forntida Egypten och Antikens Egypten. Manuskripten förvaras idag främst på Pusjkinmuseet i Moskva och Eremitaget i Sankt Petersburg.

## Manuskripten
De flesta papyrusmanuskripten införskaffades av ryske egyptologen Vladimir Semjonovitj Golenisjtjev under dennes resor i Egypten kring åren 1890-1893. 1911 sålde Golenisjtjev sin samling till I.V. Zvetaev, grundaren av Pusjkinmuseet. Samlingen visades för första gången för allmänheten den 12 maj 1912 vid museets invigning.
De mest betydande är:

### Papyrus Moskva/Pusjkin 4676
Ett av de äldsta bevarade skrifter om matematik, kallas även "Matematiska papyrusen", dateras till cirka 1850 f.Kr. under Första mellantiden eller Mellersta riket kring Egyptens elfte dynasti, införskaffad kring Dra Abu el-Naga nära Thebe 1893, förvaras idag på Pusjkinmuseet. Manuskriptet innehåller en rad matematiska problem.

### Papyrus Moskva/Pusjkin 169
Ett av de äldsta bevarade manuskripten kring Onomastik, kallas även "Onomasticon Golenisjtjev" och "Onomasticon Amenemope" efter författaren, dateras till kring 1000-talet f.Kr. under Nya riket eller Tredje mellantiden kring Egyptens tjugoförsta dynasti, förvaras idag på Pusjkinmuseet. Manuskriptet innehåller en administrativ lista inom olika ämneskategorier, däribland religiösa byggnader, förvaltningsbyggnader, städer och befolkning, åkrar och dess produktion samt en översikt över olika sjöfolk.

### Papyrus Moskva/Pusjkin 120
Ett av de äldsta bevarade manuskripten kring fornegyptisk litteratur, kallas även "Wenamons sjöfärd" efter berättelsen, dateras till kring 1000-talet f.Kr. under Nya riket kring Egyptens tjugonde dynasti, införskaffad kring el-Hiba nära Beni Suef 1891, förvaras idag på Pusjkinmuseet. Manuskriptet innehåller den enda bevarade berättelsen om sjömannen Wenamon och dennes sjöfärder.

### Papyrus Leningrad/Eremitage 1115
Ett av de äldsta bevarade manuskripten kring fornegyptisk litteratur, kallas även "Den skeppsbrutna sjömannen" efter berättelsen, dateras till kring 2200-talet f.Kr. under Gamla riket kring Egyptens sjätte dynasti, det är inte känd var eller när papyrusen upptäcktes, Golenisjtjev hittade manuskriptet 1881 i Pusjkinmuseets arkiv där det förvaras idag. Manuskriptet är bland de mest betydande inom fornegyptisk litteratur och innehåller den första berättelsen om en sjömans irrfärder. Detta tema återkommer sedan inom litteraturen, till exempel i Odysséen, Sinbad Sjöfararen och Robinson Crusoe.

### Papyrus Moskva/Pusjkin 4657
Ett starkt fragmenterad manuskript med delar av Historien om Sinuhe, en annan betydelsefull berättelse inom fornegyptisk litteratur, dateras till kring artonde eller nittonde dynastin. Införskaffad kring Luxor eller Memfis 1900, förvaras idag på Pusjkinmuseet.